# Aida Turturro
Aida Turturro (ur. 25 września 1962) – amerykańska aktorka, najbardziej znana ze swojej roli w serialu Rodzina Soprano, w którym zagrała siostrę Tony’ego Soprano, Janice.
Aktorzy John Turturro oraz Nicholas Turturro są kuzynami Aidy.

## Filmografia
- Dziewczyna z Jersey (1992)
- Mikey i ja (1993)
- Uśpieni (1996)
- W sieci zła (1998)
- Kobieta pracująca (1999)
- Rodzina Soprano (1999–2007)
- Piekielna głębia (1999)
- Mickey Niebieskie Oko (1999)
- Ciemna strona miasta